# هرمون إفرازي

الهرمون الإفرازي (بالإنجليزية: Releasing hormone)‏ أو العامل الإفرازي هو هرمون وظيفته الأساسية هي التحكم في إفراز هرمون آخر. الهرمونات الإفرازية الأساسية التي يفرزها الوطاء هي:
- هرمون إفراز الثيروتروبين (TRH)،
- هرمون إفراز الكورتيكوتروبين (CRH)،
- هرمون إفراز الجونادوتروبين (GnRH)،
- هرمون إفراز هرمون النمو (GHRH)،

يوجد عاملين أخرى ين يصنفو كهرمونات إفرازية ولكن في الواقع يقومو بتثبيط إفراز هرمونات الغدة النخامية:
- السوماتوستاتين،
- الدوبامين.

على سبيل المثال، يفرز TRH من الوطاء استجابة لمستويات إفراز منخفضة من هرمون الثيروتروبين TSH من الغدة النخامية. وال TSH بدوره يتحكم به رجعيا بواسطة هرمونات الغدة الدرقية تي4 وتي3.عندما تكون مستويات ال TSH مرتفعة جدا، فإنها تنعكس على المخ لإغلاق إفراز TRH. يستخدم TRH الاصطناعي أيضا من قبل الأطباء على أنه اختبار لاحتياطي TSH في الغدة النخامية، لأنه يجب أن يحفز إفراز TSH والبرولاكتين من هذه الغدة.
منح كل من روجر جوليمن وأندرو ووكر سكالي جائزة نوبل في علم وظائف الأعضاء والطب في عام 1977 لما قدموه من مساهمات في تفهم "إنتاج الهرمونات الببتيدية للمخ"؛ كلا العالمين عزلا هرموني TRH و GnRH ثم تعرفو على تركيبهم.